# Čeljabinsk
Čeljabinsk (rus. Челя́бинск) je ruski grad, smješten istočno od gorja Urala. Upravno je središte Čeljabinske oblasti. Zemljopisni mu je položaj od 55°03′N 61°08′E / 55.050°N 61.133°E do 55°19′N 61°17′E / 55.317°N 61.283°E.
Broj stanovnika: 1.078.300 (2002.)
Tvrđava, Čeljaba, po kojoj grad nosi ime, je sagrađena na ovom mjestu 1736.; grad je utjelovljen 1781.
Čeljabinsk je jedan od velikih industrijskih središta Ruske Federacije. Prevladava teška industrija.
Tijekom drugog svjetskog rata, Staljin je odlučio preseliti mnogo ruske tvorničke proizvodnje, za ju odmaknuti od nadirućih snaga Trećeg Reicha — a Čeljabinsk je bio jedan od tvorničkih gradova izgrađenih poprilično od ničega u to vrijeme.
Gradić je postojao prije ovoga današnjeg grada. Može ga se vidjeti u središtu grada.
Nekoliko iznimno velikih pogona za proizvodnju oklopnika T-34 i raketnih lansera Kaćuša je bilo u Čeljabinsku, po čemu je dobio ime "Tenkograd". 
Nuklearna nesreća koja se zbila 1957. u Majaku (to je tvornica za reobradu atomskog goriva) je ozbiljno naškodila pučanstvu, iako ne toliko koliko poznatija Černobilska nesreća.
Od 2004. godine, u gradnji je sustav podzemne željeznice.

## Čeljabinski meteorit
Na grad je pao meteorit 15. veljače 2013. godine. Dogodila se eksplozija uzrokovana malim asteroidom KEF-2013, koji je uletio u atmosferu i pritom eksplodirao na oko 30 do 50 kilometara visine. Eksplozija je uzrokovala udarni val, koji je nekoliko trenutaka nakon eksplozije razbio prozore po gradu i oštetio oko 3000 građevina. Razbijeno staklo i udarni val ozljedili su oko 1200 osoba koje su pomoć potražile u lokalnim bolnicama.

## Vanjske poveznice
- Čeljabinska stranica
- Zemljovid Čeljabinska na MultiMap.com-u
- Satelitska slika Čeljabinska. Obratite pozornost na zagađena područja u sjevernom dijelu (čeličana) i južnom dijelu (Čeljabinska tvornica traktora i elektrana).